# Machig Labdrön
Machig Labdrön is een Tibetaanse yogini die de basis heeft gelegd voor de Mahamudra Chöd traditie; een spirituele oefening die neerkomt op "door het ego snijden" en vooral bekend is geworden door het uit compassie offeren van het eigen lichaam als voedsel aan demonen. Machig Labdrön wordt ook wel de "Enkelvoudige Moeder Fakkel van Lhokha" genoemd en beschouwd als een reïncarnatie van Yeshe Tsogyal.

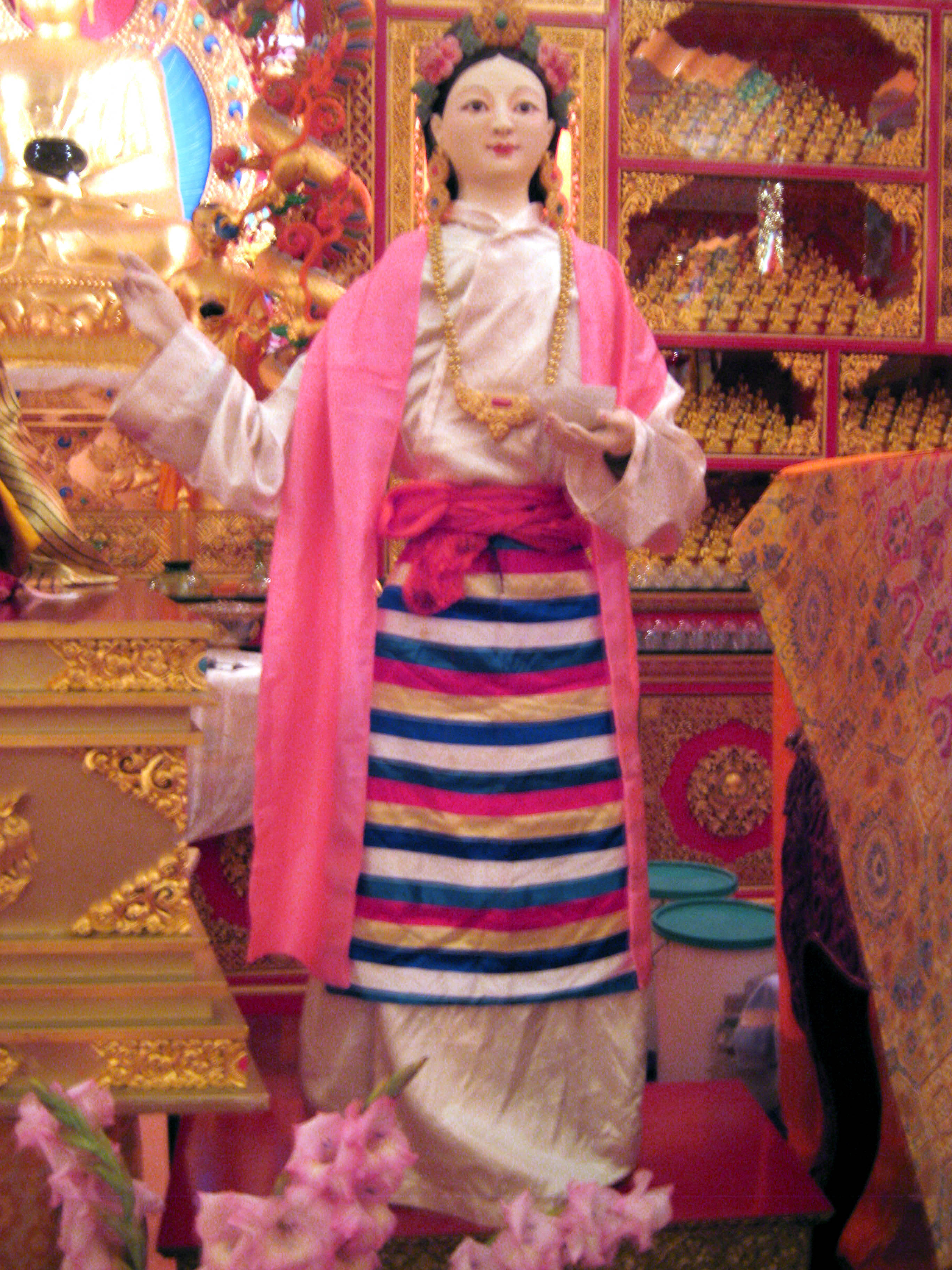
Beeld van Yeshe Tsogyal

## Chöd
Chöd of in het Tibetaans གཅོད is een spirituele praktijk binnen het Tibetaans boeddhisme, waarin de beoefenaar probeert de kracht van angst aan te wakkeren. Het doel is om het eigen begrip van leegte (Sunyata) - alle dingen missen een inherent bestaan - uit te testen. Dit gebeurt bijvoorbeeld door rituelen op begraafplaatsen of het visualiseren van het offeren van het eigen lichaam tijdens een tantrisch feest. De laatste traditie komt voort uit de Mahāyāna (een hoofdstroming in het boeddhisme), geïnspireerd op het verhaal over Boeddha, die zich wil opofferen aan een hongerige tijgerin die haar eigen jongen dreigt op te eten. Het verschil met de Indiaanse traditie is dat men in Chöd deze mate van compassie voor een gemiddelde beoefenaar als te hoog gegrepen acht en dit onvermogen cultiveert tijdens visualisaties. Een van de onderscheidende kenmerken die Machig Labdrön aan de Chöd gaf, is de focus tijdens het offeren aan demonen of duivels.

## Demonen
Machig Labdrön bijdrage aan Chöd is haar begrip van demonen; één van de entiteiten, naast bijvoorbeeld goden, die in de Chöd-praktijken worden behandeld. Machig Labdrön bedoelde met demonen geen bovennatuurlijke wezens, maar creaties van de menselijke geest. Vanuit die betekenis kan de Tibetaanse term voor "demon" ook vertaald worden als "neurose". Machig Labdrön bestempelde een creatie van de geest als een demon wanneer deze het bereiken van vrijheid op enige manier belemmert. De sterkste belemmering, de grootste demon, beschouwde ze de fixatie op het eigen ego. Als die belemmering zou verdwijnen, dan verdwijnen alle demonen in de eigen geest.

## Leer
De gedachte achter het zichzelf opofferen aan demonen, is door het voeden van vijanden - in plaats van tegen ze te vechten - ze om te vormen tot bondgenoten. Deze houding was al gebruikelijk in de Indiaanse cultuur. Mahatma Gandhi gaf bijvoorbeeld tijdens de zoutmars zijn volgelingen de opdracht om het leger dat hem kwam arresteren niet tegen te werken door spijkers op de weg te strooien. In plaats daarvan ontving Gandhi de soldaten met thee en biscuits.
Machig Labdrön vertoonde een vergelijkbare reactie tijdens een staat van diepe meditatie (samadhi. Hierin visualiseerde zij dat ze zweeft door de tempelmuren waarbinnen ze mediteert. Ze vliegt door de lucht en belandt uiteindelijk naakt (staat symbool voor een toestand van verlichting) in een boom die aan de rand van een meer staat. Deze boom behoort toe aan een kwade watergeest (naga in het Sanskriet). Water staat in de mythologie vaak symbool voor het onbewuste brein. De watergeest is woedend over haar gebrek aan respect voor zijn territorium. Het lukt hem echter niet om haar angst aan te jagen. Daarom verzamelt de watergeest een leger van woeste naga's die het naakte meisje bedreigen. Machig blijft echter volkomen onverstoord in de boom zitten. In plaats van te vluchten of aan te vallen, draait Machig zich om en biedt haar lichaam als voedsel aan. De naga's voelen zich zo geliefd en gevoed dat ze haar hun eeuwige trouw aanbieden.
Deze non-dualistische aanpak (er is geen goed of kwaad) staat haaks op de intuïtieve en Westerse reactie op ongewenste situaties. Dit wordt bijvoorbeeld geïllustreerd in een Westerse mythologie over een eveneens watergeest namelijk Hydra van Lerna, een veelkoppig monster dat huisde in het meer van Lerna, in Argolis. Herakles (of Hercules) versloeg Hydra pas met de hulp van zijn neef Iolaos, omdat namelijk iedere afgehouwen kop telkens dubbel terug groeide. Daarom schroeide Iolaos de nekken van de door Herakles afgehakte koppen onmiddellijk dicht. Echter de laatste kop van Hydra was onsterfelijk en zodoende begroef Herakles deze met een grote steen er bovenop. De leer van Machig is gebaseerd op de overtuiging dat hoewel de demon is begraven, een aardbeving het monster weer kan vrij laten komen. Daarom is het volgens Machig beter de vijand om te vormen tot vriend.